# Leucanthemum ircutianum
Leucanthemum ircutianum là một loài thực vật có hoa trong họ Cúc. Loài này được (Turcz.) Turcz. ex DC. mô tả khoa học đầu tiên năm 1838.